# Da Qin

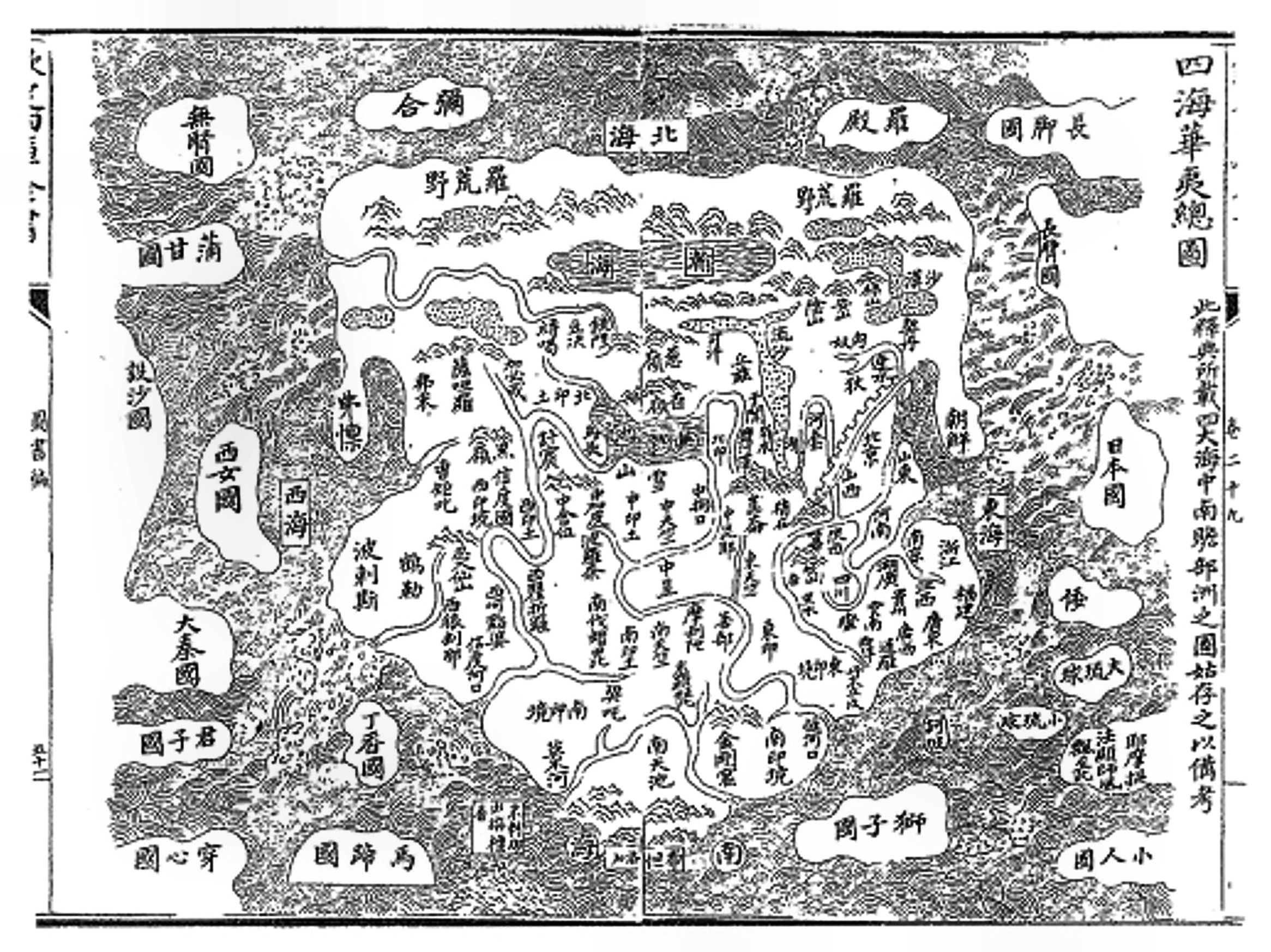
Daqinzhou (大秦国) aparece en el borde occidental de este mapamundi chino, el Sihai Huayi Zongtu.

Daqin (en chino 大秦) es el antiguo nombre chino para el Imperio romano. Literalmente significa "Gran Qin", donde Qin es el nombre del primer Imperio chino de la historia, la dinastía Qin.
Después de la apertura de la Ruta de la Seda en el siglo II a. C. a los chinos les gustaba pensar que el Imperio romano era una civilización derivada del Imperio chino. Los romanos ocupaban un extremo de la ruta comercial mientras que los chinos estaban en el otro, de ahí el nombre "especular".
China nunca consiguió alcanzar directamente el Imperio romano en la antigüedad, aunque el general Ban Chao dirigió una expedición de 70 000 hombres en el año 97 que llegó hasta el mar Caspio. El embajador de Ban Chao, Gan Ying, llegó incluso más cerca, alcanzando las costas del mar Negro. Gan Ying dejó una detallada descripción del Imperio romano, pero se considera que estaba basada en información de segunda mano.
El nombre de "Da Qin" para Roma fue empleado en mapas chinos hasta finales del siglo XVI.